# Dominika Sobolska
Dominika Marta Sobolska (Menen, 3 dicembre 1991) è una pallavolista belga, centrale della UYBA.

## Carriera

### Club
Figlia di immigrati polacchi, Dominika Sobolska inizia la propria carriera nel 2000 quando entra nelle giovanili del De Haan, club dove rimane fino al 2008.
Nella stagione 2009-10 viene ingaggiata dal Gwardia Wrocław, club militante nella prima divisione polacca, dove rimane per tre annate. Nella stagione 2012-13 gioca per il Chemik Police, centrando la promozione in massima serie, per poi aggiudicarsi nella stagione seguente sia la Coppa di Polonia che lo scudetto.
Nel campionato 2014-15, sempre in Liga Siatkówki Kobiet, veste la maglia del MKS di Dąbrowa Górnicza, che lascia già per il campionato successivo, quando si trasferisce in Italia nel Flero, in Serie A1. Per l'annata 2016-17 ritorna in Polonia al club di Dąbrowa Górnicza, mentre in quella successiva è al BKS, sempre in massima serie.
Nella stagione 2018-19 viene ingaggiata dalla formazione turca del Çanakkale, con cui disputa la Sultanlar Ligi; nell'annata seguente resta nel massimo campionato turco, passando però all'Aydın BB, dove tuttavia rimane fino al gennaio 2020, quando si trasferisce nuovamente in Serie A1 italiana, per concludere la stagione con il Filottrano.
Per il campionato 2020-21 si accasa al Târgoviște, militante nella Divizia A1 rumena, con cui si aggiudica lo scudetto. Nella stagione 2021-22 è ancora in Sultanlar Ligi grazie all'ingaggio da parte del Nilüfer, per poi spostarsi in Polonia per il campionato 2022-23 difendendo i colori del Budowlani Łódź, in Liga Siatkówki Kobiet; ritorna nella Serie A1 nella stagione 2023-24 firmando per la UYBA.

### Nazionale
Dopo essere stata convocata dalle nazionali giovanili belghe, nel 2011 ottiene le prime convocazioni in nazionale maggiore.

## Palmarès

### Club
- Campionato polacco: 1

2013-14
- Campionato rumeno: 1

2020-21
- Coppa di Polonia: 1

2013-14